# Orgibet
Orgibet ist eine französische Gemeinde mit 164 Einwohnern (Stand 1. Januar 2022) im Département Ariège in der Region Okzitanien. Sie gehört zum Kanton Couserans Ouest und zum Arrondissement Saint-Girons. 

## Lage
Sie grenzt im Nordwesten an Saint-Jean-du-Castillonnais, im Nordosten an Buzan, im Südosten an Illartein und im Südwesten an Augirein.
Der Ort liegt am Fluss Bouigane.

## Bevölkerungsentwicklung

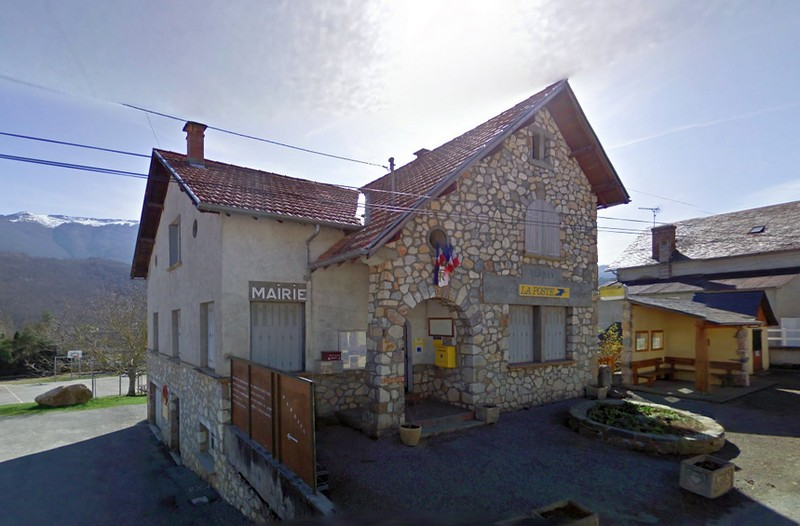
Mairie von Orgibet

| Jahr      | 1962 | 1968 | 1975 | 1982 | 1990 | 1999 | 2008 | 2016 |
| --------- | ---- | ---- | ---- | ---- | ---- | ---- | ---- | ---- |
| Einwohner | 266  | 263  | 177  | 164  | 144  | 164  | 171  | 183  |